# Protaetia asiatica
Protaetia asiatica — жук из семейства пластинчатоусых (Scarabaeidae).

## Описание
Жук длиной 12–18 мм. Окраска тела чёрная, без металлического блеска. Верх тела матовый, низ — блестящий. Надкрылья с рисунком из мелких светлых пятен.
Тело небольшое, слабо удлиненное, почти не суженное кзади, выпуклое. Наличник спереди приподнят, с глубокой выемкой посредине. Голова покрыта очень густыми крупными точками. Переднеспинка выпуклая, сильно суженная в передней части, покрыта густыми, крупными, морщинистыми, точками. Щиток в очень густых крупных точках. Надкрылья покрыты негустыми простыми и дуговидными точками. Шовный промежуток плоский, отделён снаружи рядом мелких дуговидных точек. Поверхность надкрылий бугристая либо волнистая, иногда практически гладкая, покрыта в матовом чёрном налете. В углублениях между бугорками надкрылий находятся многочисленные жёлто-серые пятнышки, образующие очень густой рисунок, иногда отсутствующий. Пигидий слабо выпуклый, в редких мелых пятнышках либо без них.

## Ареал
Центральные регионы Грузии, Армения, Турция.

## Биология
Жуки активны с конца апреля по середины июля. В массе встречаются в мае. Встречаются не часто.